# کوچیکه از تگزاس
کوچیکه از تگزاس (انگلیسی: The Kid from Texas) فیلمی آمریکایی در سبک وسترن به کارگردانی کورت نویمان است که در سال ۱۹۵۰ منتشر شد. از بازیگران آن می‌توان به آودی مورفی، آلبرت دکر، ویل گیر و هارولد گودوین اشاره کرد.